# Bahnhof Stolpe Süd

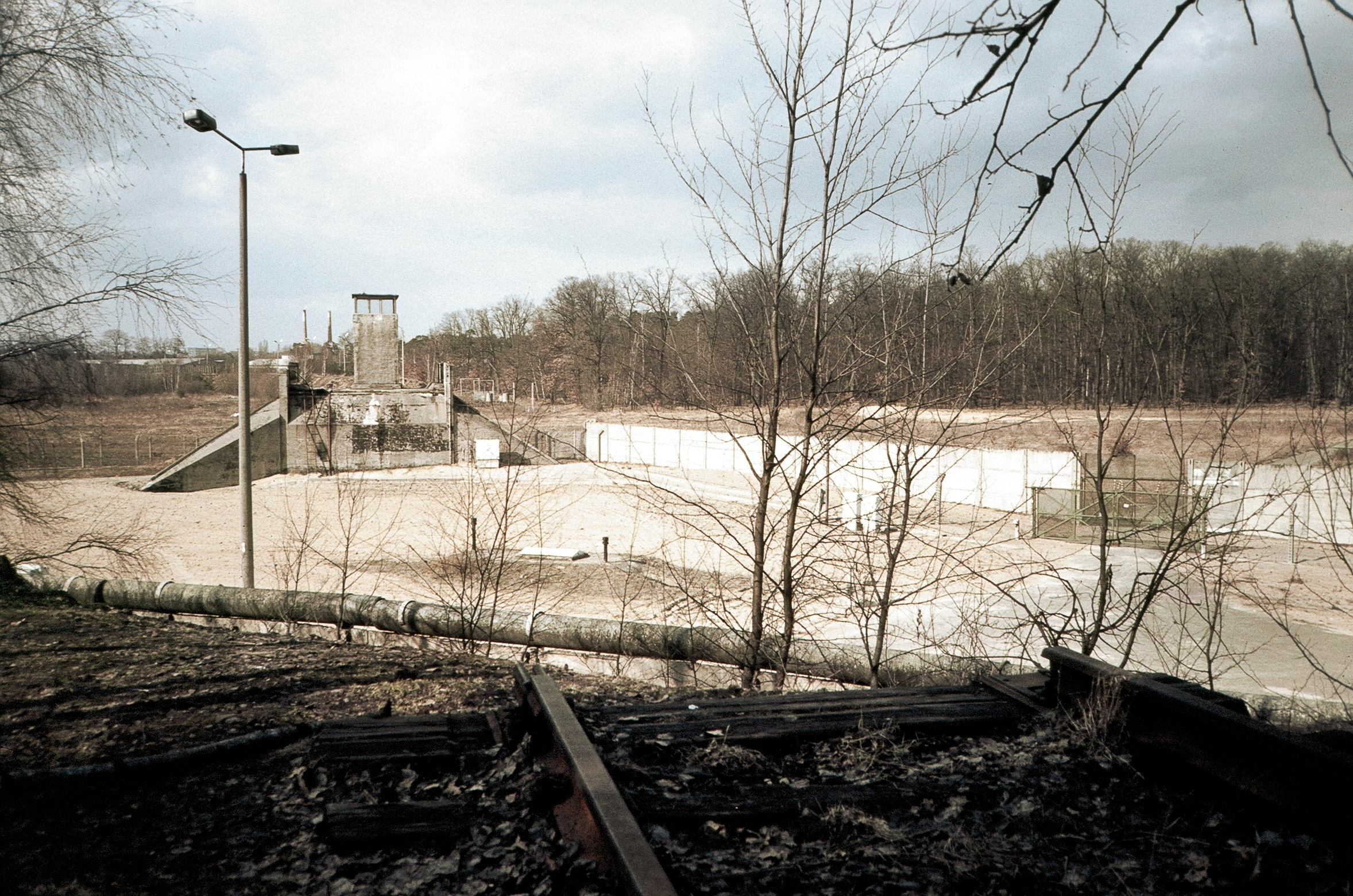
Blick von West-Berliner Seite entlang der Kremmener Bahn in die DDR. Der Wachturm steht auf einer Überführung der Bahn über einen Weg am Südostende des früheren Bahnhof Stolpe Süd.

Der Bahnhof Stolpe Süd, bis 1959 Hennigsdorf Süd, war ein Bahnhof der S-Bahn Berlin an der Kremmener Bahn, der nur wenige Jahre existierte. Er wurde 1954 als Kontrollbahnhof an der Grenze der DDR zu West-Berlin eingerichtet, im Jahr 1958 für den öffentlichen Personenverkehr freigegeben und mit dem Bau der Berliner Mauer im August 1961 geschlossen.

## Lage
Der Bahnhof entstand am Kilometer 18,0 der Kremmener Bahn (die Streckenkilometrierung begann am früheren Güterbahnhof der Berliner Nordbahn, dem späteren Bahnhof Berlin Eberswalder Straße), 1020 Meter nordwestlich des Bahnhofs Berlin-Heiligensee und 1450 Meter südöstlich des Bahnhofs Hennigsdorf. Die Station lag in der Ortslage Stolpe-Süd einige hundert Meter westlich der Besiedlung zwischen Oder-Havel-Kanal und der Grenze zu Berlin (Bezirk Reinickendorf). Seit 1998 gehört das Gebiet um den früheren Bahnhof zur Stadt Hennigsdorf im Landkreis Oberhavel in Brandenburg.

## Geschichte

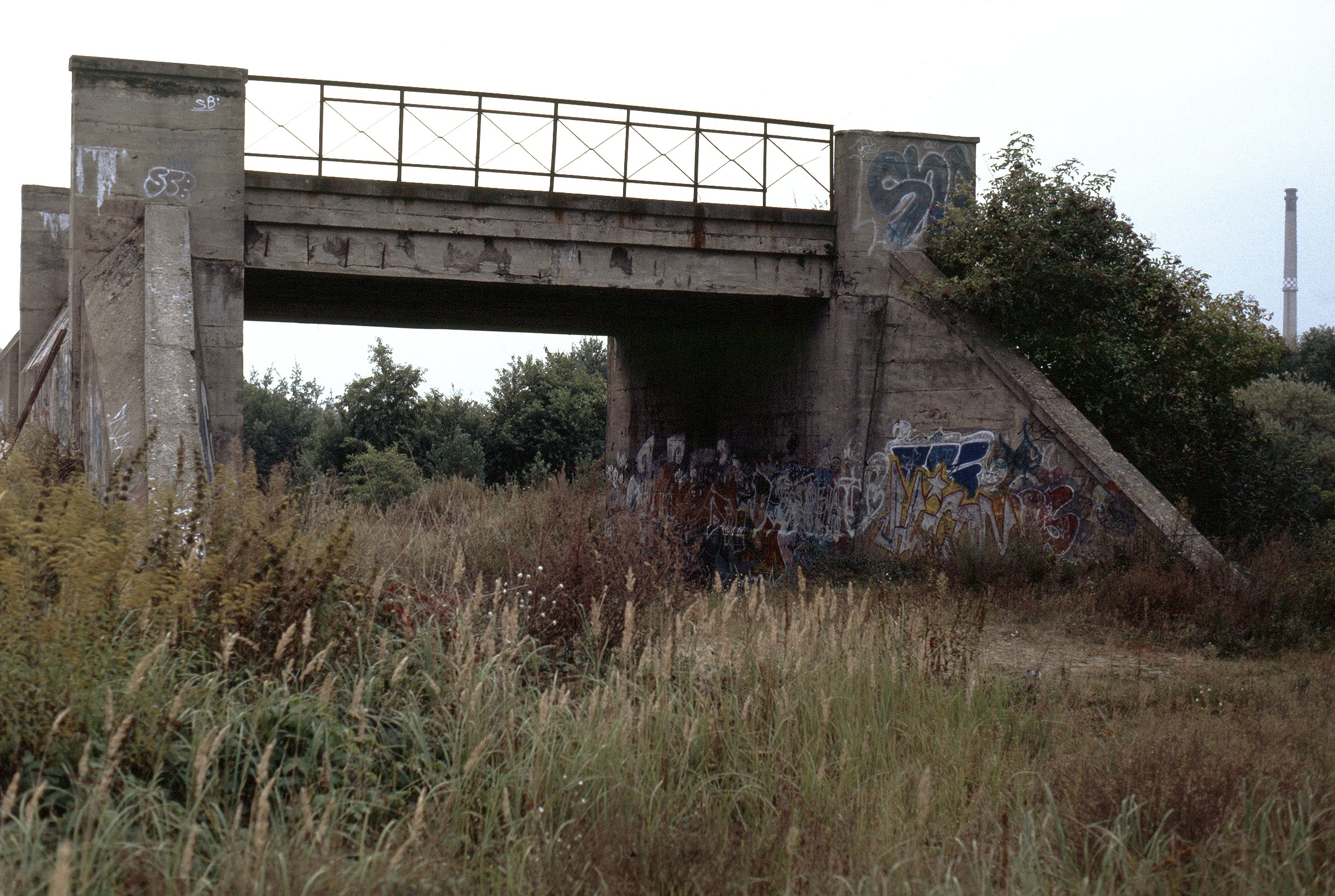
Ehemalige Bahnbrücke am Südostkopf, 1996

1893 ging die Bahnstrecke von Berlin über Hennigsdorf nach Kremmen in Betrieb, 1927 wurde sie bis Velten mit Gleichstrom elektrifiziert und in der Folge verkehrten bis dort die Züge der Berliner S-Bahn. Als Folge der deutschen und Berliner Teilung kreuzte die Bahn nördlich des Bahnhofs Heiligensee die Grenze zwischen West-Berlin und der Sowjetischen Besatzungszone bzw. der DDR. Im Jahr 1952 verstärkte die DDR ihre Grenzkontrollen. Die nächsten Bahnhöfe außerhalb der Berliner Stadtgrenze wurden zu Kontrollbahnhöfen, wo alle in die Stadt fahrenden Züge mehrere Minuten kontrolliert wurden. Zunächst fanden die Kontrollen auf der Kremmener Bahn im Bahnhof Hennigsdorf (b Berlin) statt. Dieser erwies sich jedoch als Engpass, einerseits wegen des dortigen großen Publikumsandrangs, andererseits auch für den Zugverkehr auf der Kremmener Bahn selbst. Die aufgrund von Reparationsleistungen an die Sowjetunion nach dem Zweiten Weltkrieg nur noch eingleisige Strecke konnte maximal alle 30 Minuten befahren werden. Zusätzlich hatte die DDR jedoch im Berufsverkehr sogenannte Durchläuferzüge eingerichtet, die nicht in den Bahnhöfen auf West-Berliner Gebiet hielten. Diese wirkten sich auf der Kremmener Bahn störend auf den Betrieb aus, was zu häufigen Verspätungen führte.
Am 4. Juni 1954 ging südlich von Hennigsdorf der Kontrollbahnhof Hennigsdorf Süd in Betrieb. Mit der Inbetriebnahme wurden die Zugkreuzungen aus dem Bahnhof Hennigsdorf (b Berlin) in den neuen Bahnhof verlegt und der Fahrplan entsprechend angepasst. Er diente zunächst nicht dem öffentlichen Verkehr, worauf zunächst mit einer Fußnote unter den Kursbuchtabellen hingewiesen wurde, später wurde der Halt überhaupt nicht im Kursbuch erwähnt. Am 3. November 1958 wurde der Halt für den öffentlichen Reiseverkehr freigegeben und zum 4. Oktober 1959 in Stolpe Süd umbenannt.
Mit dem Bau der Berliner Mauer am 13. August 1961 wurde die Kremmener Bahn an der Grenze unterbrochen. Möglicherweise wurde Stolpe Süd noch eine kurze Zeit von S-Bahn-Zügen aus Richtung Hennigsdorf angefahren, doch noch im gleichen Monat wurden die Anlagen des Bahnhofs abgerissen, da sie den Grenzsicherungsanlagen im Weg standen. Es verblieb nur eine Brücke der S-Bahn über einen Weg am Südostkopf des Bahnhofs. Diese diente als Fundament eines Wachtturms. Beim Wiederaufbau der Strecke im Jahr 1998 wurden diese Reste beseitigt, sodass sich keine Spuren mehr vom Bahnhof finden.

## Anlagen
Der Bahnhof bestand aus einem hölzernen Mittelbahnsteig in Dammlage mit zwei Gleisen, zwei Weichen an beiden Bahnsteigenden sowie den Stellwerken B4 im Norden und W3 im Süden. Der Zugang zum Bahnsteig erfolgte an dessen nordwestlichem Ende über eine Treppe zwischen den Überbauten einer Wegeunterführung. Unten befanden sich die Baracken für das Grenzkontrollpersonal.